# Sharon Taylor (judoka)
Sharon Taylor (29 de octubre de 1982) es una deportista australiana que compitió en judo. Ganó cuatro medallas en el Campeonato de Oceanía de Judo entre los años 2002 y 2013.

## Palmarés internacional
| Campeonato de Oceanía | Campeonato de Oceanía      | Campeonato de Oceanía | Campeonato de Oceanía |
| Año                   | Lugar                      | Medalla               | Categoría             |
| --------------------- | -------------------------- | --------------------- | --------------------- |
| 2002                  | Wellington (Nueva Zelanda) | Medalla de plata      | –57 kg                |
| 2003                  | Suva (Fiyi)                | Medalla de bronce     | –57 kg                |
| 2006                  | Papeete (Francia)          | Medalla de plata      | –57 kg                |
| 2013                  | Apia (Samoa)               | Medalla de bronce     | –52 kg                |